# فلات ویلیوی
فلات ویلیوی (روسی: Вилюйское плато) یک فلات کوهستانی در سرزمین کراسنویارسک و جمهوری یاقوتستان در سیبری روسیه است که بخشی از فلات سیبری مرکزی به‌شمار می‌رود. بخش عمده این فلات شامل قسمت علیای رود ویلیوی است.
این فلات مرتفع پوشیده از خاک منجمد است که با ضخامت آن به ۱٬۵۰۰ متر، بزرگ‌ترین مقادیر این نوع خاک در دنیا به‌شمار می‌رود.

## جغرافیا
فلات ویلیوی هم در شمال و هم در جنوب مدار شمالگان، در شمال‌شرقی سرزمین کراسنویارسک و غرب جمهوری یاقوتستان قرار دارد. مرز این فلات در جنوب‌غربی به استان ایرکوتسک، به سمت شمال به فلات آنابار، به سمت غرب به فلات سیورما و در شمال‌غربی به فلات پوتورانا می‌رسد.
به سمت شرق، این فلات به تدریج و با کاهش ارتفاع به دره وسیع رود لنا و به سمت جنوب‌شرقی به پست‌بوم یاقوتستان مرکزی رسیده که به فلات لنا در سمت جنوب منتهی می‌شود
میانگین ارتفاع سطح فلات آنابار حدود ۷۰۰ متر و ارتفاع بلندترین نقطه آن در قله‌ای بی‌نام ۹۶۲ متر است.
سرچشمه رودهای مهمی مانند رود ویلیوی، رود اولنیوک و یگیاتا در این فلات قرار دارد. همچنین دریاچه‌های متعددی مانند دریاچه مصنوعی سد ویلیوی نیز در این فلات دیده می‌شود.